# Сіліштя-Снаговулуй
Сіліштя-Снаговулуй (рум. Siliștea Snagovului) — село у повіті Ілфов в Румунії. Входить до складу комуни Грую.
Село розташоване на відстані 34 км на північ від Бухареста, 111 км на південний схід від Брашова.

## Населення
За даними перепису населення 2002 року у селі проживали 2284 особи, з них 2280 осіб (99,8%) румунів. Рідною мовою 2280 осіб (99,8%) назвали румунську.